# Paul-Armand Challemel-Lacour
Paul-Armand Challemel-Lacour, född 19 maj 1827 i Avranches, död 26 oktober 1896 i Paris, var en fransk vetenskapsman och politiker.
Challemel-Lacour blev 1849 professor i filosofi, utvisades som republikan 1851, men återvände vid amnestin 1859 och blev en av Léon Gambettas mest betydande publicistiska medhjälpare. Han blev 1872 medlem av nationalförsamlingen, och tillhörde först den radikala vänster, senare de moderata republikanerna. Från 1876 blev han medlem av senaten, och hävdade där kraftigt dess rättigheter mot deputeradekammaren. Han var kammarens president 1893-1896. I februari till november 1883 var Challemel-Lacour utrikesminister i Jules Ferrys ministär men lämnade denna, missnöjd med regeringschefens närmande till Tyskland. Han var en av sin generations främsta politiska vältalare, och blev 1893 medlem av Franska akademien.